# 中国围棋协会
中国围棋协会（英語：Chinese Weiqi Association，缩写：CWA），简称中围协，是具有独立法人资格的全国性群众体育社会团体；是中华全国体育总会的团体会员。该协会由围棋管理人员、职业棋手、业余棋手及全国围棋单位自愿组成，为非营利性的、具有专业性的社会群众团体。总部设在北京。

## 历史
中国围棋协会于1962年在安徽合肥市正式成立，职能是：研究制定发展计划、竞赛训练规定以及全年竞赛规程和规则，推动普及围棋运动；制订管理全国围棋法规；审批职业棋手、业余棋手及裁判员的技术等级；选拔和推荐国家队和推荐国家队及集训队运动员、教练员等。
2017年12月29日，中国围棋协会换届会议在中国棋院举行，林建超接替王汝南，成为新任中国围棋协会主席。罗超毅、聂卫平、孙光明、雷翔、常昊担任副主席，罗超毅兼任秘书长。
2018年起，根据中国围棋协会实体化改革方案，中国围棋协会脱离原有国家体育总局棋牌运动管理中心（中国棋院）的运行模式，从国家行政体制中分离出来，协会的生存、运转不再依靠国家财政拨款，成为独立的社会法人。改革后，中国围棋协会在管理围棋事务上具有唯一性、独立性、权威性、统管性，成为中华人民共和国全国范围内对围棋行业事务实施统一管理的社会团体。
2020年8月31日，根据国家发展改革委《关于全面推开行业协会商会与行政机关脱钩改革的实施意见》（发改体改〔2019〕1063号），原由国家体育总局主管的中国围棋协会与国家体育总局分离，依法直接登记、独立运行，剥离行政职能，不再设置业务主管单位。取消对行业协会的直接财政拨款，通过政府购买服务等方式支持其发展。全面实行劳动合同制度，依法依章程自主招聘工作人员。改革后，中国围棋协会与国家体育总局及其所属中国棋院从法律上完全脱钩，将独立自主开展各项活动。

## 组织机构
中国围棋协会管理下列机构、分会、团体会员：

### 分支机构
- 技术委员会
- 裁判委员会
- 道德与纪律委员会
- 文化委员会
- 青少年发展委员会

### 内设机构
- 综合部
- 职业竞赛部
- 普及推广部
- 社团推广部
- 国际交流部
- 中国国家围棋队

### 分会
- 中国围棋协会五子棋分会

### 团体会员
- 北京市围棋协会
- 天津市围棋运动协会
- 河北省围棋协会
- 山西省围棋协会
- 内蒙古围棋协会
- 辽宁省围棋协会
- 吉林省围棋协会
- 黑龙江省围棋协会
- 上海市围棋协会
- 江苏省围棋协会
- 浙江省围棋协会
- 安徽省围棋协会
- 福建省围棋协会
- 江西省围棋协会
- 山东省围棋协会
- 河南省围棋协会
- 湖北省围棋协会
- 湖南省围棋协会
- 广东省围棋协会
- 广西围棋协会
- 海南省围棋协会
- 重庆市围棋协会
- 四川省围棋协会
- 贵州省围棋协会
- 云南省围棋协会
- 西藏围棋协会
- 陕西省围棋协会
- 甘肃省围棋协会
- 青海省棋类运动协会
- 宁夏围棋协会
- 新疆围棋协会
- 新疆生产建设兵团棋牌协会
- 深圳市棋类协会
- 厦门市围棋协会
- 宁波市围棋协会
- 青岛市围棋协会
- 大连市围棋协会
- 中国石油体育协会
- 中国石化棋牌协会
- 中国火车头体育协会
- 中国民航体育协会
- 中国金融围棋协会
- 中国煤矿围棋协会
- 中国企业体育协会
- 中国冶金体育协会

## 历任领导
中国围棋协会名誉主席
- 陈　毅（1962年—1971年）
- 方　毅（1971年—1998年）
- 王汝南 八段（2023年7月22日—）
- 聂卫平 九段（2023年7月22日—）
- 华以刚 九段（2023年7月22日—）

| 中国围棋协会主席 - 李梦华（1962年—1988年；国家体委副主任兼，1981年起为国家体委主任兼） - 陈祖德 九段（1988年—2006年；体育总局棋牌中心主任、中国棋院院长兼） - 王汝南 八段（2006年—2017年；体育总局棋牌中心主任、中国棋院院长兼〔2007年免兼职〕） - 林建超（2017年12月—2023年7月22日） - 常 昊 九段（2023年7月22日—） | 中国围棋协会副主席（实体化改革后） - 罗超毅（2017年—2018年，体育总局棋牌中心主任兼） - 聂卫平 九段（2017年—2023年7月22日） - 孙光明（2017年—2023年7月22日，2024年3月—，增补；兼浙江省围协主席） - 雷 翔（2017年—2023年7月22日） - 常 昊 九段（2017年—2023年7月22日） - 朱国平（2018年—，增补；体育总局棋牌中心主任、中国棋院院长兼〔2024年12月免兼职〕） - 王 谊（2018年—2023年7月22日，增补） - 华学明 七段（2018年—2023年7月22日，增补） - 古 力 九段（2023年7月22日—；兼重庆市围协会长） - 熊方军（2024年3月—，增补；民盟中央常委兼，兼四川省围协主席） |

中国围棋协会秘书长
- 杨光辉（1989年—1996年）
- 华以刚（1996年—2013年）
- 王　谊（2013年—2017年）
- 罗超毅（2017年—2018年）
- 王　谊（2018年—2023年7月22日）
- 朱国平（2023年7月22日—）

## 争议
2023年5月25日，清华大学副教授由小川发文“中国围棋改革成果被掏空，谁之过？”，指在中国围棋协会秘书长王谊的指示下，中国围棋协会控股的北京弈华科技服务有限公司将名下资产廉价转移给福建棋之翼网络科技有限公司，而相关知识产权和产品本是弈华和由小川的棋智公司联合开发的。此外，还涉嫌以“捏造事实、罗织罪名等手段”驱逐棋智公司的技术、管理人员，并阻挠棋智公司实施股东知情权等。中国围棋协会和弈华公司的相关诉讼均已败诉。